# Tak fordi du kom, Nick - !
Tak fordi du kom, Nick er en dansk film fra 1941, instrueret af Svend Methling efter manuskript af Kjeld Abell og er en alvorlig komedie om to vidt forskellige slags arbejdsløse, der for en tid finder sammen.

## Handling
Den unge, henrivende Anna Louise Herbert lever en forkælet bourgeoisfrues tilsyneladende sorgløse tilværelse. Men midt i sit store og smukke hjem, midt i al den mondæne selskabelighed føler hun sig ensom og overflødig. Hendes mand betragter hende som sin lille dukkehustru, en yndig prydsblomst, som han har kunnet give en flatterende indramning - men er i øvrigt mest optaget af sine forretninger og synes næsten helt at have glemt, at hans kone er et levende lille menneske, som også har sine problemer at tumle med.

## Medvirkende
- Karin Nellemose, Anna Louise Herbert
- Sigfred Johansen, Nick
- Gunnar Lauring, Direktør Herbert
- Minna Jørgensen, Frøken Rasmussen, kokkepige
- Grethe Paaske, Rita, stuepige
- Knud Heglund, Axel, Herberts ven
- Randi Michelsen, Fru Mendel
- Alex Suhr, Hansen, Rasmussens kæreste
- Anna Henriques-Nielsen, Nicks mor
- Else Colber, Elly, Nicks kæreste
- Richard Christensen, Onkel Johan
- Vera Lindstrøm, En tante
- Henry Nielsen, En tjener